# فورت ليبرتي
فورت ليبرتي هي بلدية من بلديات هايتي. وهي عاصمة إدارة الشمال شرقية، كانت هذه المدينة مستوطناً للهنود ومن ثم للمستعمرين الإسبانيين، قبل أن يحتلها الفرنسيون ويسلموها إلى بريطانيا، قبل أن تعلن المنطقة استقلالها في بداية القرن التاسع عشر، يبلغ عدد سكانها 30,110 نسمة وذلك حسب إحصائيات سنة 7 أغسطس 2003.

## أعلام
- فنسنت-ماري فيينو دو فوبلان